# Грата из Бергамо
Грата — святая из Бергамо. День памяти — 12 мая.
Согласно давнему преданию, святая Грата, дочь Лупо, правителя Бергамо, и Аделины жила между IV и VI веками. 
Её сестрой была святая Астерия, дева и мученица, поминаемая 10 августа. Святая Грата через несколько дней после 
казни святого Александра, обрела его останки, вокруг которых в нескольких каплях крови расцвели лилии, 
собрала их и похоронила в саду за пределами города.
Согласно иному преданию святая Грата жила между VIII и IX веками, и была дочерью Лупо, лангобардского герцога Бергамо, 
завоеванного Карлом Великим и обращенного в католическую веру. Вероятно, предания относятся к двум различным 
святым.
Согласно первому преданию, святая Грата построила три бергамских церкви в честь святого Александра: 
Сант-Алессандро ин Колонна, 
Сант-Алессандро-делла-Кроче и еще один храм на гробнице святого (базилика и древний собор Святого Александра, который был снесен в 1561 году 
во время строительства).
Согласно другой традиции, святая Грата при содействии своей могущественной семьи и других благородных семей Бергамо построила
церкви на каждом из трех холмов города: 
святой Евфимии, 
святого Иоанна Богослова и 
святого Стефана (ставшую впоследствии храмом Христа Спасителя). 
После обращения родителей и мужа святая Грата осталась вдовой и посвяла себя служение больным и нуждающимся в больнице, 
которую она основала.